# Metro–2
A Metro–2 (oroszul: Метро-2) egy feltételezett titkos metróhálózat Moszkvában. A létezését soha nem erősítették meg hivatalos szervek, bár nem is cáfolták egyértelműen. A feltételezések szerint a publikus hálózattal párhuzamosan került kiépítésre az 1930-as évektől kezdve Sztálin parancsára. A hálózat 4 vonalból áll melyek 50-200 méter mélyen futnak, összeköttetést teremtve a Kreml, az FSZB (volt KGB) székház és a Vnukovói nemzetközi repülőtér között, érintve több titkos kormányzati bunkert is.
A speciális metró létezését valószínűsíti, hogy hasonló létesítmények épültek Washingtonban (United States Capitol Subway System, nem titkos), Pekingben és Phenjanban is. A Kreml alatt kétségtelenül léteznie kell kormányzati óvóhelynek, és ennek legalábbis  valamilyen összeköttetése a néhány száz méterre húzódó, szintén részben légoltalmi célokból épült metróvonalakkal szinte bizonyos. A Metro–2 egyéb adatai nagyrészt spekulációkon alapulnak.

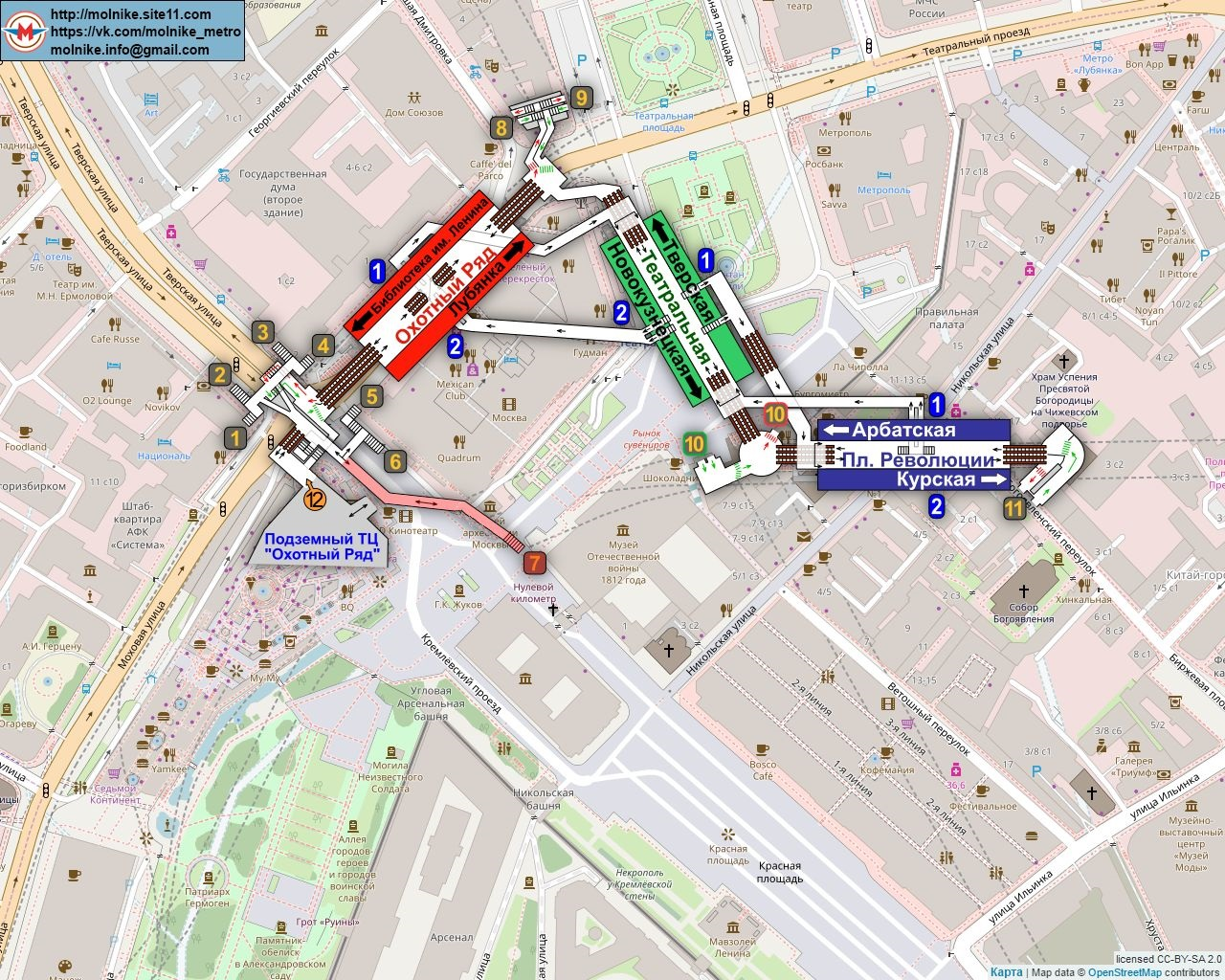
A képen lenn a Kreml északi csúcsa, jobbra mellette a Vörös tér. Színezve a három közvetlen közeli metróállomás a nyilvános hálózaton

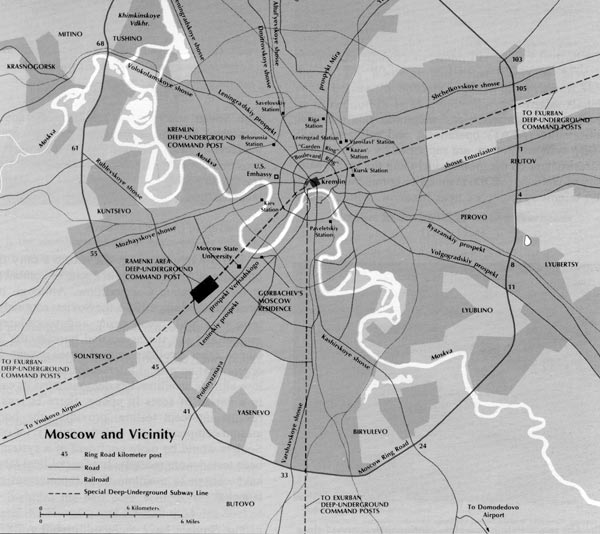
A Metro-2 feltételezett hálózata.

## Története
A Metro–2 eredetileg a párt és az állam vezető funkcionáriusainak menekítését szolgálta volna például atomcsapás esetén.
1992 nyarán az orosz Junoszty (Юность) magazin jelentette meg Vladimir Gonik egy novelláját, amiben először nevesítette a moszkvaiak által már régóta dédelgetett legendát, a Metro–2-t. Ezután a titkos föld alatti létesítményen rajta ragadt ez a név.
A Metro–2 építését valószínűleg Sztálin parancsára kezdték meg 1935-ben, a publikus metró építésével egy időben. Ez azonban állítólag csak egy autóval járható alagút volt Sztálin dácsája felé.
A Metro–2 első valódi vonalát a feltételezések szerint 1967-ben építették meg. Ebben az időszakban Moszkvát már sok atombiztos katonai létesítmény övezte. Ezekhez az – atomcsapás után is – önellátó földalatti városokhoz biztosított jól rejlett kapcsolatot a Metro–2.
A Metro–2 feltételezések szerint négy vonalból áll, és hossza vetekszik az ismert moszkvai metróéval: ezek a vonalak kötik össze többek között az FSZB (a legendás/hírhedt kémelhárítás, a KGB utódszervezete) székházával, a Vnukovo–2 repülőtérrel vagy a szintén híres/hírhedt földalatti várossal, Ramenkivel.
Az alagutak egyvágányosak, helyenként kitérővel,  hiszen csak menekítésre szolgálnak. A rajtuk közlekedő vonatok konstrukciója, külső képe megegyezik a moszkvai – és még vagy 30 évig a magyar – metró szerelvényeivel, csak sokkal rövidebbek.
A létesítményről 1992-ben a Time magazin is cikket közölt.
A Moszkva földalatti rejtekeit kutató csoportok, a diggerek persze minden tiltás ellenére beszivárognak a metróba, és keresik a Metro–2 nyomait. Zapet-no beszámolójának az összefoglalása:

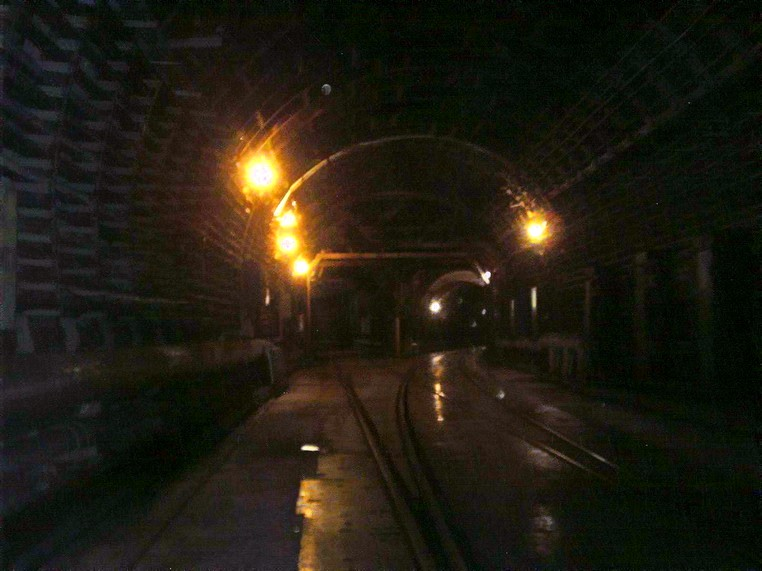
A Metro-2 leágazása a publikus metróhálózatról.

Közismert pletyka, hogy a Szportyivnaja és az Egyetem megállók között balra van egy elágazás a vonalon. Ez hivatalosan egy zsákutca, de a meredek rámpa végét egy hatalmas hermetikus vaskapu zárja le. Ez a Metro–2 bejárata. A vaskapu folyamatosan ki van világítva és egy infrakamerával figyelik meg a kapu előtti teret. Vajon minek ide a kamera, ha nincs itt semmi?
A Metro–2 feltételezések szerint 4 vonalból áll, ha az eredeti sztálini alagutat nem számoljuk, az ugyanis nem vasúti alagút volt.

### Az első vonal
Az első vonal, a D–6, az egyetlen vonal, melyről fényképek is léteznek, így léte legalább félhivatalosan bizonyított[forrás?]. Az 1967-ben üzembe helyezett vonal nagyjából 27 km hosszú lehet, az Arbatszkaja alól indul. Kapcsolatot biztosít Ramenki 43, az a KGB- (ma FSZB) akadémia és a vezérkari akadémia irányából a Vnukovo–2 kormányzati repülőtérhez. Ennek a vonalnak van kapcsolata a „normál” metróval a Szportyivnaja és az Egyetem megállók között.

### A második vonal
A második vonalat 1987-ben adták át. A 60 km hosszú vonal a Kremltől indul, majd a Varsó sugárúttal párhuzamosan a déli irányba hagyja el a várost, a „Bor” fedőnevű kormányzati bunker végállomással. A vonalat valószínűleg tovább bővítik az új kormányzati bunker, a „Raven” irányába is, így hossza 74 km-re emelkedik. (Összehasonlításként, a budapesti metróhálózat teljes hossza 38,6 km.)

### A harmadik vonal
A harmadik vonalat szintén ’87-ben építették, hossza „csak” 25 km. Ez keleti irányban hagyja el a várost, célja Balasiha, ahol egy fontos katonai támaszpont (és bunker), a „Zarja” található.

### A negyedik vonal
A negyedik vonalra a kormányzat 1997-ben különített el egy keretet, ami még az amerikai Kongresszusban is vihart kavart, mivel attól tartottak, hogy az oroszok a 4. titkos, főleg katonai célú metrójukat részben (és persze feltevések szerint) amerikai pénzből finanszírozták. A vonal célja egy szanatóriumnak álcázott bunkerkomplexum Barvihában.